# الاتحاد الفلسطيني للهيئات المحلية
الاتحاد الفلسطيني للهيئات المحلية، مؤسسة شبه حكومية غير ربحية تضم الهيئات المحلية الفلسطينية كافة، أسست وفقًا للمرسوم الرئاسي رقم 16 لسنة 2002، وتتخذ من مدينتي غزة ورام الله مقرًا مؤقتًا لها. يترأس الاتحاد حاليا عبد الكريم زبيدي رئيس بلدية سلفيت.

## عن الاتحاد
يعرّف الاتحاد دوره بتعزيز الروابط والعلاقات الثنائية بين الهيئات المحلية ونظيراتها الدولية، وتمثيل الهيئات المحلية أمام السلطات المركزية والتشريعية ومزودي الخدمات، بالإضافة إلى تطوير أداء الهيئات المحلية من خلال تسهيل تبادل المعلومات والخبرات فيما بينها لمساعدتها في مجالات معينة تساهم في تطوير أداء موظفيها. ويموّل الاتحاد من خلال رسوم الاشتراكات السنوية للأعضاء، وريع استثمارات المؤسسة، وأية إيرادات أو منح أو تبرعات

## رؤساء الاتحاد
تعاقب على رئاسة الاتحاد الفلسطيني للهيئات المحلية عدة روساء له منذ تأسيسه في عام 2002، وكانوا على النحو الآتي:
| الرقم | الاسم                         | رئيس مجلس بلدي | سنة استلام المنصب | سنة ترك المنصب |
| ----- | ----------------------------- | -------------- | ----------------- | -------------- |
| 1     | أسامة عبد الستار الفرا        | خان يونس       | 2004              | 2006           |
| 2     | ماجد أبو رمضان                | غزة            | 2006              | 2012           |
| 3     | موسى حديد                     | رام الله       | 2012              | 16 يناير 2023  |
| 4     | عبد الكريم زبيدي (Q104117047) | سلفيت          | 16 يناير 2023     | لا يزال        |

## وصلات خارجية
- موقع الاتحاد الفلسطيني للهيائات المحلية